# La Forteresse en péril
La Forteresse en péril (Lord Brocktree) est le treizième tome de la série Rougemuraille de Brian Jacques. Il fut publié en 2000.
C'est le premier tome dans l'ordre chronologique de l'histoire, il est suivi par Le Fils de Luc.
Début de l'intrigue: En ce début de printemps, le blaireau Pattedepierre se sent aussi vieux que la montagne sur laquelle il règne. Il est inquiet aussi. Car depuis quelques jours, couvrant de son ombre la montagne de Salamandastron, le sinistre présage de terribles maux pèse sur la terre et les eaux... En effet, à quelques lieux de là, le terrible chat sauvage Tranchkol Perceboyaux, entouré de ses hordes de rats au pelage bleu, est bien décidé à s'emparer de la légendaire forteresse des seigneurs blaireaux. Mais, pour la défendre, il n'y a plus qu'une petite troupe de lièvres ployant sous le poids des saisons...
Et c'est le cœur joyeux, bien loin de douter du drame qui se noue, qu'un valeureux blaireau et une jeune hase aussi belle qu'effrontée décident de faire route ensemble vers la forteresse...